# Chervena Zvezda Sofia
Chervena Zvezda Sofia byl hokejový klub ze Sofie, který hraje Bulharskou hokejovou ligu. Klub byl založen roku 2002. Jejich domovským stadionem je Winter Sports Palace.